# 鳥越佳那
鳥越 佳那（とりごえ かな、1995年1月22日 - ）は、日本のフリーアナウンサー、リポーター。鹿児島県出身。元静岡第一テレビ（SDT）アナウンサー。

## 来歴・人物
鹿児島県鹿児島市出身。幼少期は徳之島で過ごす。
小学生5年生のときにコミュニティFMラジオに出演した際、アナウンサーという職業を知って目指すようになる。
鹿児島県立甲南高等学校、東京女子大学卒業後、2017年静岡第一テレビ（SDT）入社。2022年3月31日に退社。
2022年12月、鹿児島県鹿屋市の地域おこし協力隊に就任。
2023年6月11日、お笑いコンビ銀シャリの橋本直との結婚を発表。

## 担当番組
- まるごと - リポーター（金曜）など
- ごちそうカントリー - 同期入社の臼井佑奈と交代で出演（2018年4月 - ）
- FRONT ZERO

### 過去の担当番組
- マルシェア[7]（2017年4月 - 2018年3月）
- バックキングカム宮殿（2017年4月 - 12月）